# Športski centar Banjica
Športski centar Banjica, športski centar na Banjici u općini Voždovac, Beograd, Srbija. Centar je predviđen za održavanje natjecanja u sljedećim vodenim športovima: vaterpolo, plivanje i sinkronizirano plivanje. 
Otvoren je 1973. godine, kada je zajedno sa ŠRC Tašmajdan bio domaćin prvog Svjetskog prvenstva u vodenim športovima. Tijekom Univerzijade 2009. Banjica je bila domaćin vaterpolskom turniru. U sklopu centra nalaze se dva zatvorena bazena, jedan olimpijskih dimenzija (kapacitet 3 000 mjesta) i manji predviđen za neplivače, zatim dva otvorena olimpijska bazena, kao i 6 teniskih terena. Također od pratećih sadržaja postoje sauna, hidromasaža, medicinski centar, trim dvorana, teretana, stolovi za stolni tenis i kafić. Domaće utakmice u SC Banjica igra VK Partizan, kao i još neki beogradski klubovi. U SC Banjica održavaju se i škole plivanja i vaterpola.